# Тихая лирика
Тихая лирика —  направление или тенденция в русской поэзии преимущественно 1960-х годов. В центре произведений поэтов, представителей движения — любовь к родной земле, красоте природы, внимание к традиционным ценностям. При этом они игнорировали «протестные настроения», избегали идеологизированных сюжетов «на злобу дня». Каких-либо организационных форм движение не приобрело.
«Тихая лирика» осмысляется критиками и читателями как противовес «громкой» бунтарской поэзии «шестидесятников» (характерно, что в те годы Евгений Евтушенко, Роберт Рождественский, Андрей Вознесенский, Белла Ахмадулина, Булат Окуджава, Владимир Высоцкий исполняли свои произведения публично, при большом скоплении народа). 
Крупнейший представитель «Тихой лирики» — Николай Рубцов. Среди других представителей движения — Владимир Соколов, Анатолий Жигулин, Алексей Прасолов, Владимир Костров, Олег Чухонцев, Анатолий Передреев, Лариса Никольская, Геннадий Русаков, Михаил Анищенко.
«Тихую лирику» сопоставляют с так называемой «деревенской прозой» и в некоторой степени — с музыкой Георгия Свиридова и  Валерия Гаврилина.